# فرانز هاين
فرانز هاين (بالألمانية: Franz Hein)‏ هو كيميائي ألماني، ولد في 30 يونيو 1892 في Grötzingen ‏ في ألمانيا، وتوفي في 26 مارس 1976 في ينا في ألمانيا.